# No. 2 Commando
No. 2 Commando je bil Commando Oboroženih sil Združenega kraljestva.

## Zgodovina
Enota je bila ustanovljena leta 1940. Kot prva enota Britanske kopenske vojske je prejela padalsko urjenje; prvi padalski skok so opravili 13. julija 1940. Sodelovala je v operaciji Kočija ter v bitkah za Sicilijo, Italijo in v Jugoslaviji.

## Sestava
1943
- Štab
- 1 Troop

- Section

- Subsection (podčastnik, 13 vojakov)
- Subsection (podčastnik, 13 vojakov)

- Section

- Subsection (podčastnik, 13 vojakov)
- Subsection (podčastnik, 13 vojakov)

- 2 Troop

- Section

- Subsection (podčastnik, 13 vojakov)
- Subsection (podčastnik, 13 vojakov)

- Section

- Subsection (podčastnik, 13 vojakov)
- Subsection (podčastnik, 13 vojakov)

- 3 Troop

- Section

- Subsection (podčastnik, 13 vojakov)
- Subsection (podčastnik, 13 vojakov)

- Section

- Subsection (podčastnik, 13 vojakov)
- Subsection (podčastnik, 13 vojakov)

- 4 Troop

- Section

- Subsection (podčastnik, 13 vojakov)
- Subsection (podčastnik, 13 vojakov)

- Section

- Subsection (podčastnik, 13 vojakov)
- Subsection (podčastnik, 13 vojakov)

- 5 Troop

- Section

- Subsection (podčastnik, 13 vojakov)
- Subsection (podčastnik, 13 vojakov)

- Section

- Subsection (podčastnik, 13 vojakov)
- Subsection (podčastnik, 13 vojakov)

- Heavy Weapons Troop

- 3-inch Mortar Section
- Medium Machine Gun Section